# NHL 1951/1952
Sezóna 1951/1952 byla 35. sezonou NHL. Vítězem Stanley Cupu se stal tým Detroit Red Wings.

## Konečná tabulka základní části
| Tým                 | Z  | V  | P  | R  | B   | VG  | IG  |
| ------------------- | -- | -- | -- | -- | --- | --- | --- |
| Detroit Red Wings   | 70 | 44 | 14 | 12 | 100 | 215 | 133 |
| Montreal Canadiens  | 70 | 34 | 26 | 10 | 78  | 195 | 164 |
| Toronto Maple Leafs | 70 | 29 | 25 | 16 | 74  | 168 | 157 |
| Boston Bruins       | 70 | 25 | 29 | 16 | 66  | 162 | 176 |
| New York Rangers    | 70 | 23 | 34 | 13 | 59  | 192 | 219 |
| Chicago Black Hawks | 70 | 17 | 44 | 9  | 43  | 158 | 241 |

## Play off
|  | Semifinále | Semifinále          | Semifinále |  |  | Finále Stanley Cupu | Finále Stanley Cupu | Finále Stanley Cupu |
|  |            |                     |            |  |  |                     |                     |                     |
|  | 1          | Detroit Red Wings   | 4          |  |  |                     |                     |                     |
|  | 3          | Toronto Maple Leafs | 0          |  |  |                     |                     |                     |
|  |            |                     |            |  |  | 1                   | Detroit Red Wings   | 4                   |
|  |            |                     |            |  |  | 2                   | Montreal Canadiens  | 0                   |
|  | 2          | Montreal Canadiens  | 4          |  |  |                     |                     |                     |
|  | 4          | Boston Bruins       | 3          |  |  |                     |                     |                     |

## Ocenění
| Prince of Wales Trophy:    | Detroit Red Wings                    |
| Art Ross Trophy:           | Gordie Howe, Detroit Red Wings       |
| Calder Memorial Trophy:    | Bernie Geoffrion, Montreal Canadiens |
| Hart Memorial Trophy:      | Gordie Howe, Detroit Red Wings       |
| Lady Byng Memorial Trophy: | Sid Smith, Toronto Maple Leafs       |
| Vezina Trophy:             | Terry Sawchuk, Detroit Red Wings     |